# Richard Matvichuk
Richard Matvichuk (* 5. února 1973 v Edmontonu, Alberta) je bývalý kanadský hokejový obránce a trenér.

## Hráčská kariéra
Svou juniorskou kariéru zahájil v západní juniorské lize WHL, za klub Saskatoon Blades, ve kterém odehrál tři sezóny v letech 1989/92.
Během tohoto období byl v roce 1991 draftován týmem Minnesota North Stars v prvním kole z 8. místa. V první sezóně jako nováček v nejprestižnější hokejové lize NHL odehrál 53 zápasů, v nichž vstřelil dva góly a na další tři přihrál. Po sezóně se klub přestěhoval do Dallasu a nesl tak jméno Dallas Stars, Matvichuk a zbytek týmu odešel do Dallasu Stars. Stejně jak v Minnesota North Stars odehrál pár zápasů v záložním celku Kalamazoo Wings hrající v lize International Hockey League. Od sezóny 1995/96 hrál pravidelně za klub Dallas Stars.
S Dallasem Stars vybojoval v sezóně 1998/99 nejcennější hokejovou trofej NHL Stanley Cup. Po téměř dvanácti let strávených v klubech Minnesota North Stars a Dallas Stars, podepsal 12. července 2004 čtyřletou smlouvu s klubem New Jersey Devils jako volný hráč, během čtyřleté smlouvy si vydělal 7,2 mil. dolarů. Během následné sezóny 2004/05 neodehrál žádný zápas kvůli výluce v NHL. Během výluky podepsal smlouvu se slovenským klubem HC Slovan Bratislava, ale za klub nikdy nenastoupil. Za New Jersey Devils odehrál pouze dvě sezóny v letech 2005-07. Kvůli zranění páteře vynechal většinu sezóny 2006/07, v ročníku stihl odehrát jeden zápas v základní části a devět zápasů v playoff. Poslední sezónu v závěru své kariéry odehrál na farmě New Jersey Devils v Lowell Devils, poté ve věku 35 let ukončil kariéru.

## Zajímavosti
Během jedenácti let strávených v týmu Dallas Stars hrál nejčastěji po boku s druhým obráncem Derianem Hatcherem, se kterým vytvořili obrannou dvojici, proti které bylo velmi těžké hrát. V roce 2010 byl Derian Hatcher uveden do hokejové síně slávy.

## Ocenění a úspěchy
- 1992 CHL - Druhý All-Star Tým
- 1992 WHL - První All-Star Tým (Východ)
- 1992 WHL - Bill Hunter Memorial Trophy
- 2016 ECHL - John Brophy Award

## Prvenství
- Debut v NHL - 6. října 1992 (St. Louis Blues proti Minnesota North Stars)
- První gól v NHL - 17. října 1992 (Montreal Canadiens proti Minnesota North Stars, kanadskému brankáři Jeff Reese)
- První asistence v NHL - 31. října 1992 (Calgary Flames proti Minnesota North Stars)

## Klubové statistiky
| Sezóna       | Klub                      | Soutěž       |     | Základní část | Základní část | Základní část | Základní část | Základní část |   | Play off | Play off | Play off | Play off | Play off |
| Sezóna       | Klub                      | Soutěž       | Z   | G             | A             | B             | TM            | Z             | G | A        | B        | TM       |          |          |
| 1988/1989    | Fort Saskatchewan Traders | AJHL         | 58  | 7             | 36            | 43            | 147           | —             | — | —        | —        | —        |          |          |
| 1989/1990    | Saskatoon Blades          | WHL          | 56  | 8             | 24            | 32            | 126           | 10            | 2 | 8        | 10       | 16       |          |          |
| 1990/1991    | Saskatoon Blades          | WHL          | 68  | 13            | 36            | 49            | 117           | —             | — | —        | —        | —        |          |          |
| 1991/1992    | Saskatoon Blades          | WHL          | 58  | 14            | 40            | 54            | 126           | 22            | 1 | 9        | 10       | 61       |          |          |
| 1992/1993    | Kalamazoo Wings           | IHL          | 3   | 0             | 1             | 1             | 6             | —             | — | —        | —        | —        |          |          |
| 1992/1993    | Minnesota North Stars     | NHL          | 53  | 2             | 3             | 5             | 26            | —             | — | —        | —        | —        |          |          |
| 1993/1994    | Kalamazoo Wings           | IHL          | 43  | 8             | 17            | 25            | 84            | —             | — | —        | —        | —        |          |          |
| 1993/1994    | Dallas Stars              | NHL          | 25  | 0             | 3             | 3             | 22            | 7             | 1 | 1        | 2        | 12       |          |          |
| 1994/1995    | Kalamazoo Wings           | IHL          | 17  | 0             | 6             | 6             | 16            | —             | — | —        | —        | —        |          |          |
| 1994/1995    | Dallas Stars              | NHL          | 14  | 0             | 2             | 2             | 14            | 5             | 0 | 2        | 2        | 4        |          |          |
| 1995/1996    | Dallas Stars              | NHL          | 73  | 6             | 16            | 22            | 71            | —             | — | —        | —        | —        |          |          |
| 1996/1997    | Dallas Stars              | NHL          | 57  | 5             | 7             | 12            | 87            | 7             | 0 | 1        | 1        | 20       |          |          |
| 1997/1998    | Dallas Stars              | NHL          | 74  | 3             | 15            | 18            | 63            | 16            | 1 | 1        | 2        | 14       |          |          |
| 1998/1999    | Dallas Stars              | NHL          | 64  | 3             | 9             | 12            | 51            | 22            | 1 | 5        | 6        | 20       |          |          |
| 1999/2000    | Dallas Stars              | NHL          | 70  | 4             | 21            | 25            | 42            | 23            | 2 | 5        | 7        | 14       |          |          |
| 2000/2001    | Dallas Stars              | NHL          | 78  | 4             | 16            | 20            | 62            | 10            | 0 | 0        | 0        | 14       |          |          |
| 2001/2002    | Dallas Stars              | NHL          | 82  | 9             | 12            | 21            | 52            | —             | — | —        | —        | —        |          |          |
| 2002/2003    | Dallas Stars              | NHL          | 68  | 1             | 5             | 6             | 58            | 12            | 0 | 3        | 3        | 8        |          |          |
| 2003/2004    | Dallas Stars              | NHL          | 75  | 1             | 20            | 21            | 36            | 5             | 0 | 1        | 1        | 8        |          |          |
| 2005/2006    | New Jersey Devils         | NHL          | 62  | 1             | 10            | 11            | 40            | 7             | 0 | 0        | 0        | 4        |          |          |
| 2006/2007    | New Jersey Devils         | NHL          | 1   | 0             | 0             | 0             | 0             | 9             | 0 | 0        | 0        | 10       |          |          |
| 2007/2008    | Lowell Devils             | AHL          | 42  | 1             | 3             | 4             | 40            | —             | — | —        | —        | —        |          |          |
| Celkem v NHL | Celkem v NHL              | Celkem v NHL | 796 | 39            | 139           | 178           | 624           | 123           | 5 | 19       | 24       | 128      |          |          |
| Celkem v IHL | Celkem v IHL              | Celkem v IHL | 63  | 8             | 24            | 32            | 106           | —             | — | —        | —        | —        |          |          |
| Celkem v WHL | Celkem v WHL              | Celkem v WHL | 182 | 35            | 100           | 135           | 369           | 32            | 3 | 17       | 20       | 77       |          |          |

## Reprezentace
| Rok                       | Tým                       | Soutěž                    | Z | G | A | B | TM |
| ------------------------- | ------------------------- | ------------------------- | - | - | - | - | -- |
| 1992                      | Kanada 20                 | MSJ                       | 4 | 0 | 0 | 0 | 2  |
| 2002                      | Kanada                    | MS                        | 7 | 1 | 0 | 1 | 6  |
| Juniorská kariéra celkově | Juniorská kariéra celkově | Juniorská kariéra celkově | 4 | 0 | 0 | 0 | 2  |
| Seniorská kariéra celkově | Seniorská kariéra celkově | Seniorská kariéra celkově | 7 | 1 | 0 | 1 | 6  |